# Mami Suenaga
Mami Suenaga (末永 真己, Suenaga Mami), alias Rin (凛), est une chanteuse japonaise, née le 23 octobre 1980 à Sendai.

## Biographie
Mami Suenaga débute en 2001 en rejoignant le groupe de J-pop Sheki-Dol, créé l'année précédente dans le cadre du Hello! Project. Mais elle tombe enceinte l'année suivante, entrainant la séparation du groupe.
Après cinq années de retrait, elle revient en indépendante en 2007 sous le nom de scène Rin (凛), et sort un mini-album dont la chanson-titre Rin Toshite... sert de thème musical à une publicité télévisée pour le jeu vidéo PS3 Blade Storm : Hyakunen Sensō. Après une série de singles en téléchargement ou en distribution limitée, elle sort en novembre 2011 son premier single physique en label "major", Truth, dont les deux chansons servent de génériques à la série anime télévisée Cross Fight B-Daman. Celle de son deuxième single major sorti en 2012, Jônetsu Izumu, sert de premier thème de fin à la série anime Cardfight!! Vanguard.

## Discographie de Rin

### Album
- 2007.09.12 : Rin Toshite... (凛として...?) (EP) 
  1. Voice (VOiCE?)
  2. Freesia (フリージア?)
  3. Mayoeru Jishaku (迷える磁石?)
  4. Sincerely (シンシアリー?)
  5. Akatsuki (暁?)
  6. Magma (マグマ?)
  7. Rin Toshite... (凛として...?)

### Singles
Digitaux
- 2008.07.09 : Freedom / Ark (FREEDOM / ARK?)
- 2008.11.05 : Hanabi / Spider Girl (華燈 -HANABI- / SPIDER GIRL?)
- 2010.06.03 : Love (LOVE?)
- 2010.06.14 : Jeanne D'Arc (ジャンヌダルク?)
- 2010.06.14 : Android (アンドロイド?)
- 2010.06.24 : Desperate (デスペラード?)
- 2010.06.24 : Loop (LOOP?)

En distribution limitée
- 2009.06.04 : Desperado (デスペラード?) (DemoVersion1)
- 2009.07.07 : Jinsei Game (人生ゲーム?)

En "major"
- 2011.11.23 : Truth / Katayoku -Tsubasa no Yukue- (TRUTH / 片翼－ツバサ－の行方?)
- 2012.05.09 : Jônetsu Izumu (情熱イズム?) (face B : 夢×現, + instrumentaux)